# Ian Healy
Ian Andrew Healy (Spitzname: "Heals") (* 30. April 1964 in Brisbane) ist ein ehemaliger australischer Cricketspieler und einer der erfolgreichsten Wicket-Keeper aller Zeiten.
Ian Healy bestritt während seiner Karriere 119 Test Matches. Seinen ersten Test spielte er 1988 gegen Pakistan. Seine Nominierung als Wicket-Keeper war damals eine große Überraschung, da Healy als noch relativ unerfahrener Spieler galt. Seinen letzten Einsatz bei einem Test hatte Healy im Oktober 1999 gegen Simbabwe, in Harare. Als Healy 1999 seine Karriere beendet hatte er 395 Dismissals erzielt, was damals Weltrekord war, welcher 2007 von Mark Boucher gebrochen wurde. Des Weiteren bestritt Ian Healy insgesamt 168 One-Day International Cricket Matches (ODI) für Australien. Mit dem australischen Team nahm er an den Cricket Weltmeisterschaften 1992 und 1996 teil.